# Piotr Rojek
Piotr Rafał Rojek – polski instrumentalista, doktor habilitowany sztuk muzycznych.

## Życiorys
W 1999 r. ukończył studia instrumentalistyki w Akademii Muzycznej im. Karola Lipińskiego we Wrocławiu, w 2002 obronił pracę doktorską, w 2012 r. habilitował się na podstawie pracy zatytułowanej Toccata organowa w rozwoju historycznym.
Pracuje na stanowisku profesora uczelni i kierownika w Katedrze Organów, Klawesynu i Muzyki Dawnej, oraz dziekana na Wydziale Instrumentalnym Akademii Muzycznej im. Karola Lipińskiego we Wrocławiu.
Jest przewodniczącym komisji rewizyjnej Śląskiego Towarzystwa Muzyki Kościelnej.